# Cockta
Cockta är en läskedryck från Slovenien. Drycken är smaksatt av olika örter, bland annat nypon och innehåller inget koffein eller ortofosforsyra. Cockta skapades av Emerik Zelinka och lanserades 1953. Den blev en populär dryck i Slovenien och resten av det dåvarande Jugoslavien och såldes även på export. Den minskade i popularitet på 1980-talet men har enligt företagets egna uppgifter åter ökat i popularitet sedan slutet av 1990- och början av 2000-talet. Enligt etiketten på de svenska 25 cl Cockta-flaskorna importeras drycken till Skandinavien av Plivit Trade AB i Västervik. Den säljs även i Nederländerna.